# Đẳng tĩnh
Đẳng tĩnh (tiếng Anh: isostasy) là một thuật ngữ sử dụng trong địa chất học để chỉ trạng thái cân bằng trọng lực giữa thạch quyển và quyển mềm của Trái Đất mà theo đó các mảng kiến tạo "nổi" ở một độ cao nhất định tùy thuộc vào bề dày và mật độ của chúng. Quan điểm này được diện dẫn để giải thích các độ cao địa hình khác nhau trên bề mặt Trái Đất. Khi một khu vực cụ thể của thạch quyển đạt đến trạng thái đẳng tĩnh, nó được gọi là cân bằng đẳng tĩnh. Đẳng tĩnh không phải là một quá trình làm mất trạng thái cân bằng mà là tái cân bằng. Về mặc tổng quát, người ta chấp nhận rằng Trái Đất là một hệ thống động lực phản ứng lại các tải trọng theo nhiều kiểu khác nhau, tuy nhiên đẳng tĩnh cho thấy một cách nhìn quan trọng về các quá trình đang diễn ra trong trên thực tế. Vì vậy, các khu vực cụ thể (như Himalaya) không phải là trường hợp cân bằng đẳng tĩnh, đã làm cho các nhà nghiên cứu xác định những nguyên nhân khác để giải thích về sự nâng cao địa hình của chúng (trong trường hợp dãy Himalaya, người ta cho rằng độ cao của chúng là do lực tác động của mảng Ấn Độ).
Đẳng tĩnh tuân theo quy tắc đẩy nổi được Archimedes quan sát trong bồn tắm. Ông nhận thấy rằng khi một vật thể bị nhấn chìm, thì nó sẽ thay thế một lượng nước tương đương với thể tích của nó. Ở góc độ địa chất học, đẳng tĩnh có thể được quan sát ở những nơi mà thạch quyển bền của Trái Đất tác động một ứng suất trên quyển mềm yếu hơn làm nó đứng vững trên quyển mềm mà không ngả theo chiều bên, khi đó theo thời gian địa chất, sự hiệu chỉnh về độ cao sẽ diễn ra sao cho phù hợp với tải trọng của thạch quyển.
Thuật ngữ "đẳng tĩnh" được đặt ra năm 1889 bởi nhà địa chất học người Mỹ Clarence Dutton.

## Mô hình đẳng tĩnh
Có ba mô hình chính được sử dụng:
1. Mô hình Airy–Heiskanen: trong đó các độ cao địa hình khác nhau có thay đổi trong độ dày của lớp vỏ, và lớp vỏ có khối lượng riêng không đổi.[2]
2. Mô hình Pratt–Hayford: trong đó các độ cao địa hình khác nhau có thay đổi theo phương ngang về khối lượng riêng của đá.
3. Mô hình Vening Meinesz, hoặc đẳng tĩnh uốn nếp:  trong đó quyển đá có nhiệm vụ làm một mảng đàn hồi và độ cứng vốn có của nó phân bố khối lượng tải cục bộ lên một khu vực rộng bằng cách uốn nếp.

Đẳng tĩnh Airy và Pratt liên quan đến sự nổi, trong khi đẳng tĩnh uốn cong liên quan đến sự nổi khi làm lệch một vỉa có giới hạn đàn hồi xác định.

### Airy

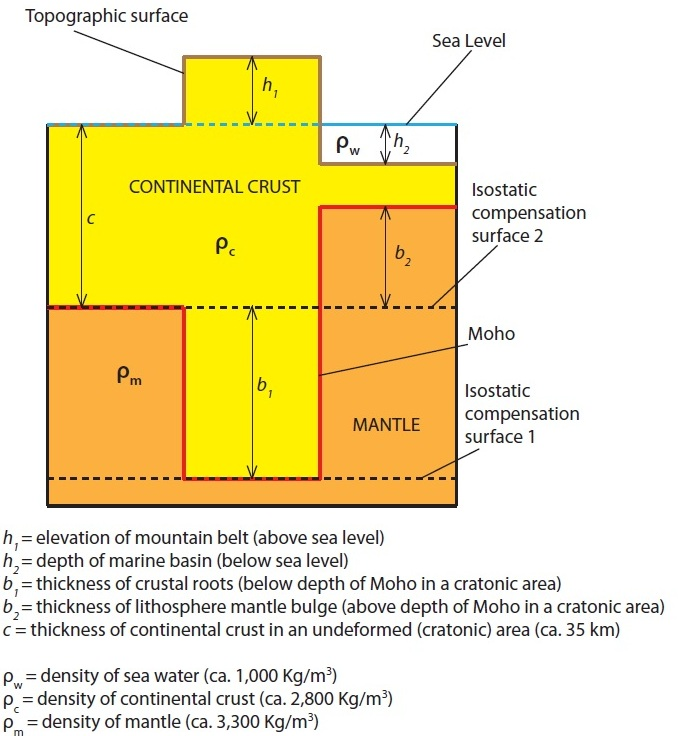
Đẳng tĩnh Airy, trong đó một lớp vỏ có khối lượng riêng không đổi nổi trên một lớp phủ có khối lượng riêng lớn hơn, và địa hình được xác định bỏ độ dày lớp vỏ.

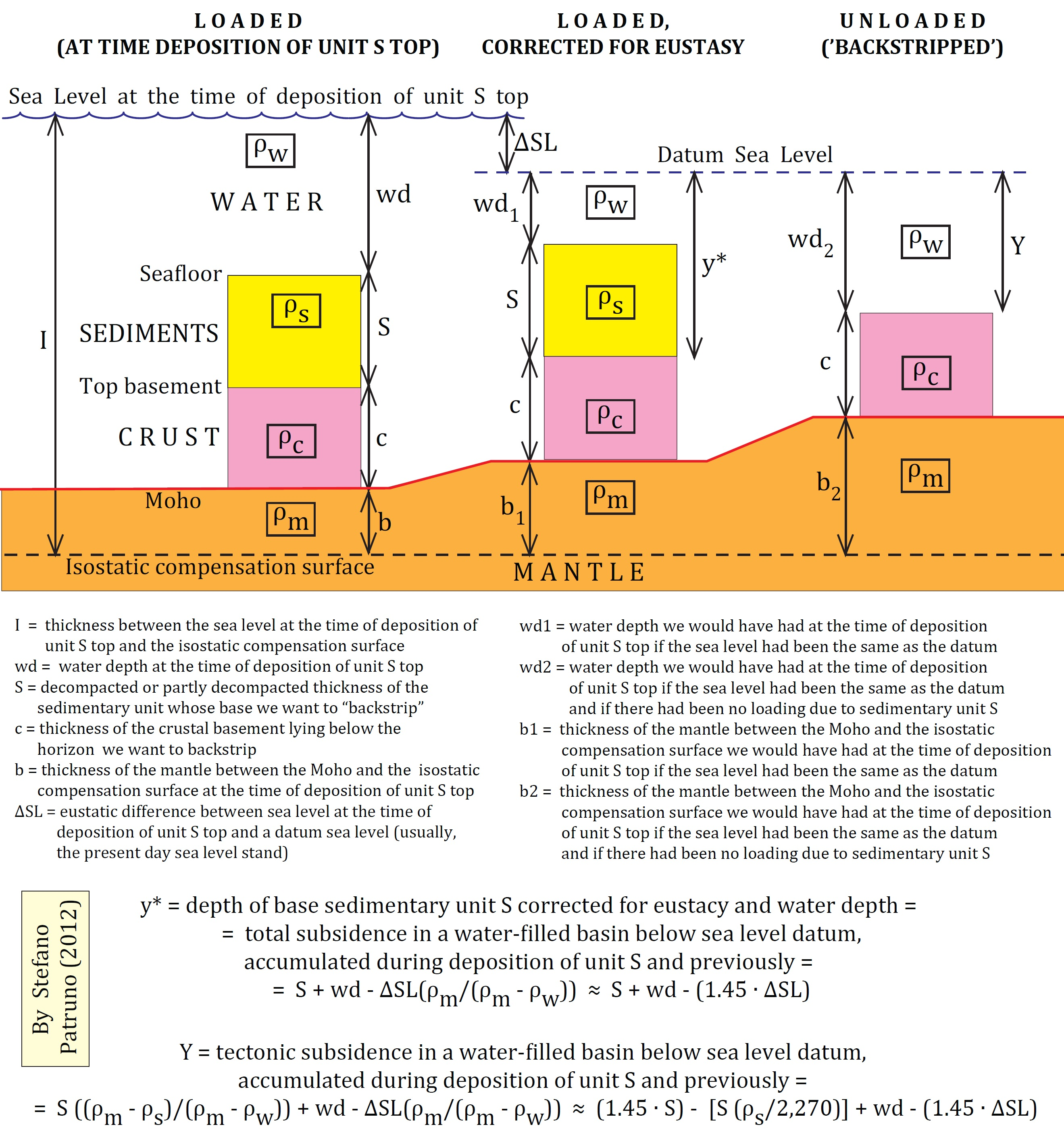
Đẳng rĩnh Airy áp dụng một bối cảnh bồn trũng thực, trong đó tổng tải trên lớp phủ được tạo thành bằng đế lớp vỏ, lớp trầm tích có khối lượng riêng thấp hơn và nước của đại dương nằm trên

Cơ sở của mô hình này là định luật Pascal, và cụ thể là kết quả là trong một chất lỏng ở trạng thái cân bằng tĩnh, áp suất thủy tĩnh bằng nhau trên tất cả các điểm cùng độ cao (bề mặt bù trừ thủy tĩnh). Nói cách khác là:
h1⋅ρ1 = h2⋅ρ2 = h3⋅ρ3 =... hn⋅ρn
Đối với một bối cảnh đơn giản có độ sâu của đế dãy núi (b1) là:

{\displaystyle (h_{1}+c+b_{1})\rho _{c}=(c\rho _{c})+(b_{1}\rho _{m})}

{\displaystyle {b_{1}(\rho _{m}-\rho _{c})}=h_{1}\rho _{c}}

{\displaystyle b_{1}={\frac {h_{1}\rho _{c}}{\rho _{m}-\rho _{c}}}}
trong đó {\displaystyle \rho _{m}} là khối lượng riêng của lớp phủ (ca. 3,300 kg m−3) và {\displaystyle \rho _{c}} là khối lượng riêng của lớp vỏ (ca. 2,750 kg m−3). Do đó, chúng ta có thể coi:

b1 ≅ 5⋅h1
Trong trường hợp địa hình có giá trị âm (VD: bồn trũng đại dương), việc cân bằng các cột quyển đá cho:

{\displaystyle c\rho _{c}=(h_{2}\rho _{w})+(b_{2}\rho _{m})+[(c-h_{2}-b_{2})\rho _{c}]}

{\displaystyle {b_{2}(\rho _{m}-\rho _{c})}={h_{2}(\rho _{c}-\rho _{w})}}

{\displaystyle b_{2}=({\frac {\rho _{c}-\rho _{w}}{\rho _{m}-\rho _{c}}}){h_{2}}}
trong đó {\displaystyle \rho _{m}} là khối lượng riêng của lớp phủ (ca. 3,300 kg m−3), {\displaystyle \rho _{c}} là khối lượng riêng của lớp vỏ (ca. 2,750 kg m−3) và {\displaystyle \rho _{w}} là khối lượng riêng của nước (ca. 1,000 kg m−3). Do đó, chúng ta có thể coi:

b2 ≅ 3.2⋅h2

### Pratt
Đối với mô hình đơn giản khối lượng riêng mới là: {\displaystyle \rho _{1}=\rho _{c}{\frac {c}{h_{1}+c}}}, trong đó {\displaystyle h_{1}} là độ cao của núi và c là độ dày của lớp vỏ.

### Vening Meinesz / uốn nếp

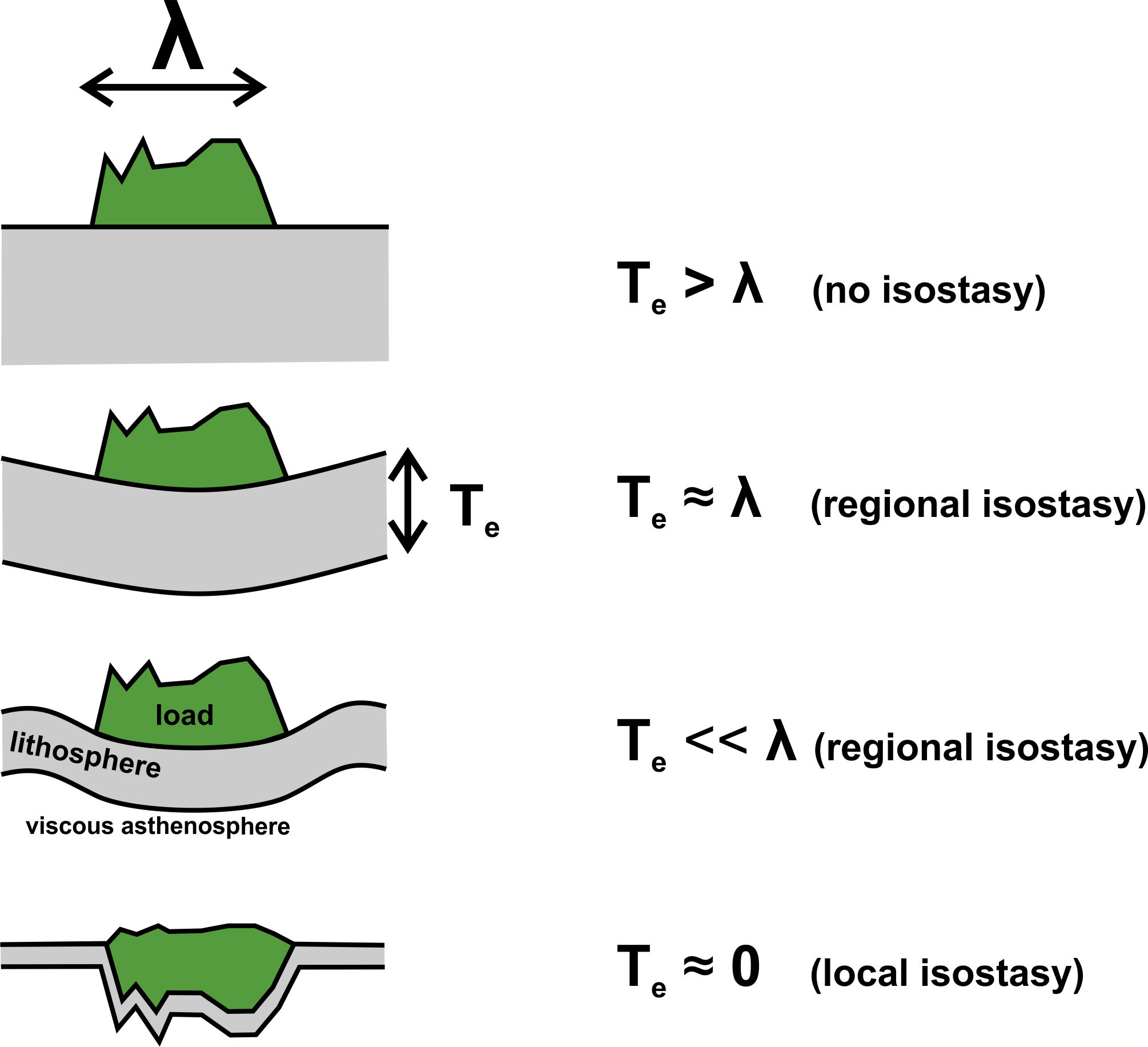
Hình ảnh hiển thị chuyển động dọc của quyển đá (xám) phản ứng lại với vật tải dọc (xanh lá cây)

Giả thuyết này được đưa ra để giải thích cách những địa hình lớn như núi ngầm (VD: Quần đảo Hawaii) có thể được bù trừ bởi các vùng khác thay vì dịch chuyển cục bộ quyển đá. Điều này giải thích cho nếp oằn quyển đá, vì nó tiến đến mô hình bù trừ cục bộ ở trên khi lượng tải trở nên lớn hơn nhiều bước sóng uốn nếp hoặc độ cứng uốn nếp của quyển đá tiến đến 0.

## Hiệu ứng đẳng tĩnh của lắng đọng vàxói mòn
Khi lượng lớn trầm tích lắng đọng tại một vùng cụ thể, khối lượng lớn của phần trầm tích mới có thể làm lớp vỏ ở dưới chìm xuống. Tương tự, khi lượng lớn vật chất bị xói mòn khỏi một vùng, vùng đất có thể được nâng lên để bù đắp. Do đó, khi một dãy núi bị xói mòn, dãy núi (bị ngắn đi) nổi lên trên (tới một mức độ nhất định) và tiếp tục bị xói mòn. Một số địa tầng đá bây giờ có thể nhìn thấy ở bề mặt có thể đã có một thời gian rất dài ở độ sâu rất lớn dưới bề mặt do bị chôn dưới các địa tầng khác, và cuối cùng lộ ra khi các địa tầng ở trên bị xói mòn và các tầng dưới được nâng lên.
Một sự tương đồng là băng trôi—nó luôn nổi với một tỉnh lệ khối lượng nhất định ở dưới mặt nước. Nếu đá được thêm vào bên trên băng trôi, tảng băng trôi sẽ chìm hơn xuống dưới nước. Nếu một lớp đá bằng cách nào đó được loại bỏ đi khỏi bề mặt tảng băng trôi, phần băng trôi còn lại sẽ nổi lên. Tương tự, thạch quyển của Trái Đất "nổi" trên quyển mềm.

## Hiệu ứng đẳng tĩnh của dải băng
Sự hình thành của dải băng có thể làm bề mặt Trái Đất chìm xuống. Ngược lại, nảy lên đẳng tĩnh hậu băng hà được quan sát tại các vùng từng được phủ bởi những dải băng bây giờ đã tan, như là xung quanh biển Baltic và vịnh Hudson.  Khi băng giảm, khối lượng tải trên thạch quyển và quyển mềm bị giảm đi và chúng nảy lên về mức độ cân bằng.  Bằng cách này, người ta có thể tìm thấy những bờ biển dốc và mặt nền sóng vỗ kèm theo ở độ cao hàng trăm mét trên mực nước biển ngày nay. Dịch chuyển nảy lên rất chậm đến mức sự nâng lên được tạo ra từ cuối thời kỳ băng hà trước vẫn tiếp diễn.
Ngoài dịch chuyển dọc của đất và biển, điều chỉnh đẳng tĩnh của Trái Đất cũng bao gồm dịch chuyển ngang. Nó có thể tạo ra thay đổi trong trường hấp dẫn và tốc độ quay của Trái Đất, dịch chuyển cực và động đất.

## Chân tĩnh và biến đổi mực nước biển tương đối
Chân tĩnh là một nguyên nhân khác của thay đổi mực nước biển tương đối mà khá khác với các nguyên nhân đẳng tĩnh.  Thuật ngữ chân tĩnh đề cập đến sự thay đổi lượng nước ở đại dương, thường là do biến đổi khí hậu toàn cầu. Khi khí hậu Trái Đất nguội đi, một lượng nước lớn hơn ở trong các dạng như  sông băng, tuyết, v.v. Điều này dẫn đến giảm mực nước biển (so với một khối đất ổn định). Việc lấp đầy lại bồn trũng đại dương bởi nước băng tan ở cuối kỷ Băng Hà là một ví dụ của mực nước biển dâng chân tĩnh.
Một nguyên nhân lớn thứ hai gây ra mực nước biển dân chân tĩnh là sự mở rộng nhiệt của nước biển khi nhiệt độ trung bình của Trái Đất tăng lên. Ước lượng hiện tại của mực nước biển dâng toàn cầu từ ghi chép đo thủy triều và cao kế vệ tinh là khoảng +3 mm/năm (xem báo cáo IPCC 2007).  Mực nước biển toàn cầu cũng được tác động bởi dịch chuyển dọc của lớp vỏ, thay đổi trong tốc độ quay của Trái Đất, thay đổi quy mô lớn trong rìa lục địa và thay đổi trong tốc độ giãn của đáy đại dương.
Khi thuật ngữ tương đối được sử dụng trong bối cảnh với biến đổi mực nước biển, nó ngụ ý là cả chân tĩnh và đẳng tĩnh đang hoạt động, hoặc người viết không biết nguyên nhân gây ra.
Phản ứng hậu băng hà cũng có thể là một nguyên nhân của mực nước biển dâng. Khi đáy biển dâng-nó vẫn đang xảy ra tại một số vùng ở bán cầu bắc-nước bị dịch chuyển và phải đi đến chỗ khác.